# Зацише (Нижньосілезьке воєводство)
Зацише (пол. Zacisze, нім. Hartha) — село в Польщі, у гміні Лешна Любанського повіту Нижньосілезького воєводства.
Населення — 129 осіб (2011).
У 1975-1998 роках село належало до Єленьоґурського воєводства.

## Демографія
Демографічна структура станом на 31 березня 2011 року:
|          | Загалом | Допрацездатний вік | Працездатний вік | Постпрацездатний вік |
| -------- | ------- | ------------------ | ---------------- | -------------------- |
| Чоловіки | 65      | 13                 | 51               | 1                    |
| Жінки    | 64      | 15                 | 43               | 6                    |
| Разом    | 129     | 28                 | 94               | 7                    |